# 요코에역
요코에역(일본어: 横江駅)은 일본 도야마현 나카니카와군 다테야마정에 위치한 도야마 지방 철도 다테야마 선의 철도역이다. 단선 승강장 1면 1선의 구조를 갖춘 지상역이다.

## 이용 현황
| 연도 | 1일 평균 승차 인원 |
| ---- | ------------------ |
| 2004 | 48                 |
| 2005 | 49                 |
| 2006 | 50                 |
| 2007 | 49                 |
| 2008 | 49                 |
| 2009 | 48                 |
| 2010 | 47                 |
| 2011 | 48                 |
| 2012 | 48                 |
| 2013 | 49                 |
| 2014 | 49                 |
| 2015 | 51                 |
| 2016 | 50                 |

## 역 주변
- 도가리 산 등산 입구

## 역사
- 1921년 10월 11일 : 당 역과는 별도의 요코에역이 개업.
- 1931년 5월 15일 : 이와쿠라지 역 - 요코에 역 간에 도가리야마역으로서 당 역 개업.
- 1965년 4월 15일 : 당 역 명칭을 도가리야마 역에서부터 요코에역으로 개칭. 동시에, 요코에 역은 가미요코에역으로 개칭.
- 1997년 4월 1일 : 가미요코에 역 폐지.

## 인접 역
| 도야마 지방 철도 다테야마 선 | 도야마 지방 철도 다테야마 선 | 도야마 지방 철도 다테야마 선 |
| ---------------------------- | ---------------------------- | ---------------------------- |
| 이와쿠라지 데라다 방면       | ■ 다테야마 선                | 지가키 다테야마 방면         |